# Gonomyia helophila
Gonomyia helophila är en tvåvingeart som beskrevs av Alexander 1916. Gonomyia helophila ingår i släktet Gonomyia och familjen småharkrankar. Inga underarter finns listade i Catalogue of Life.